# Ellen Noble
Ellen Noble (Kennebunkport, 3 dicembre 1995) è una ciclocrossista e mountain biker statunitense.

## Carriera
Ha iniziato la sua carriera ciclistica gareggiando con la mountain bike, dall'età di 7 anni seguendo le orme dei suoi genitori. All'età di 15 anni ha scoperto il ciclocross. Negli anni successivi ha vinto due campionati nazionali Under-23 di ciclocross femminile, nel 2016 e nel 2017, ottenendo anche la vittoria ai campionati continentali panamericani Under 23 nel 2015 e il secondo posto ai campionati mondiali di Bieles nel 2017. È stata nominata la migliore giovane ciclista da ciclocross al mondo da Velonews ed è apparsa sulla copertina di Cyclocross Magazine.
Nel 2018 ha vinto l'argento ai campionati continentali panamericani Elite di ciclocross. Dalla stagione 2018-2019 fa parte del team Trek-Segafredo/Trek Factory Racing.